# 朱常澍
紀城溫裕王朱常澍（16世紀—1600年代），明朝德藩第一代紀城王，德定王朱翊錧的嫡第三子。

## 生平
萬曆六年（1578年）四月，封紀城王。
萬曆十六年（1588年），德王朱翊錧去世。德王府承奉杨進等人素來不滿世子朱常，遂行魇魅之事，給世子進獻含有水銀的药物，又放火焚燒宮殿。萬曆十七年（1589年），事情敗露，杨進等人被誅，朱常澍與安陵王朱常𰍠因涉事被革去部分祿米。
萬曆三十六年（1608年）五月，朱常澍獲諡溫裕。一年後，嫡長子朱由侎襲爵。

## 家庭

### 妻
- 高氏，萬曆十年（1582年）三月冊為紀城王妃[4]。

### 子
- 嫡長子：紀城王朱由侎
- 嫡第二子：夭折[5]